# Parc Nacional de Tazekka
El Parc Nacional de Tazekka (àrab: منتزه تازكة الوطني, Mutanazzah Tāzakka al-Waṭanī; amazic: ⴰⴼⵔⴰⴳ ⴰⵏⴰⵎⵓⵔ ⵏ ⵜⴰⵣⴽⴽⴰ) és un parc nacional localitzat al sud-oest de Taza, en la porció septentrional de l'Atles Mitjà oriental, englobant a l'oest el massís primari de Tazekka essencialment esquists i el massís calcari de Bab Bou-Idir a l'est, al Marroc.

## Descripció
Territori original, on s'individualitzen dues parts per la bellesa excepcional dels seus paisatges i per la biodiversitat: el relleu de la part occidental constituït per vessants abruptes, de crestes agudes i valls estretes i molt profunds; en l'est molt més suau i presentant nombroses grutes i avencs en raó de la gran activitat de fenòmens de karstificació.
Es poden observar paisatges variats i característics del massís de Tazzeka. El cim del Jebel Tazzeka amb el seu cedrer natural, ofereix un punt de vista notable sobre tota la regió : Muntanyes de l'Atles Mitjà, humides i arbrades al contrari que el massís rifeny.

## Precipitacions anuals
Entre 600 mm a les valls orientals i prop d'1.500 mm als cims de les muntanyes. Nevades poc importants.

## Bioclimes
Semi-àrid en baixes altituds a l'est, subhumit temperat en l'oest, Humit fins a perhumit fresc a fred als cims de les muntanyes.

## Pisos de vegetació
Sostre del termomediterrani, Mesomediterrani, supramediterrani i nivell mínim de l'oromediterrani i crioromediterrani.

## Flora vascular
Espècies forestals majors: El cedre de l'Atles (Cedrus atlantica), el roure de fulla petita, la surera (Quercus suber), l'alzina (Quercus rotundifolia) i la teva de Barbaria (Tetraclinis articulata). El nombre total d'espècies al voltant de 600, de les quals nombroses endèmiques, i unes 50 notables, rares o molt rares.

## Fauna
Mamífers: 27 espècies recensades: el senglar (sus scrofa barbarus) que ocupa tots els massissos arbrats, el porc espí crestat (Hystrix cristata), la llúdria europea (Lutra lutra), la geneta (Genetta genetta), la llebre del cap (Lepus capensis), el conill europeu (Oryctolagus cuniculus), l'eriçó nord-africà (Atelerix algirus), la ratapinyada gran de ferradura (Rhinolophus ferrumequinum), la ratapinyada petita de ferradura (Rhinolophus hipposideros), l'esquirol nord-africà (Atlantoxerus getulus), el xacal daurat (Canis aureus), la guineu comuna (Vulpes vulpes) a més del cérvol de Barbaria (Cervus elaphus barbarus) reintroduït en 1993.
Ocells83 espècies recensades entre elles rapaces rares o molt rares.
Rèptils i amfibis28 espècies recensades de les quals 3 endèmiques.
El lleopard nord-africà (Panthera pardus panthera), la hiena ratllada (Hyaena hyaena) i el caracal (Caracal caracal), que havien habitat la zona, ara són extingits. El cérvol de l'Atlas (Cervus elaphus barbarus) també es va extingir, però hi ha estat reintroduït recentment.